# Nador

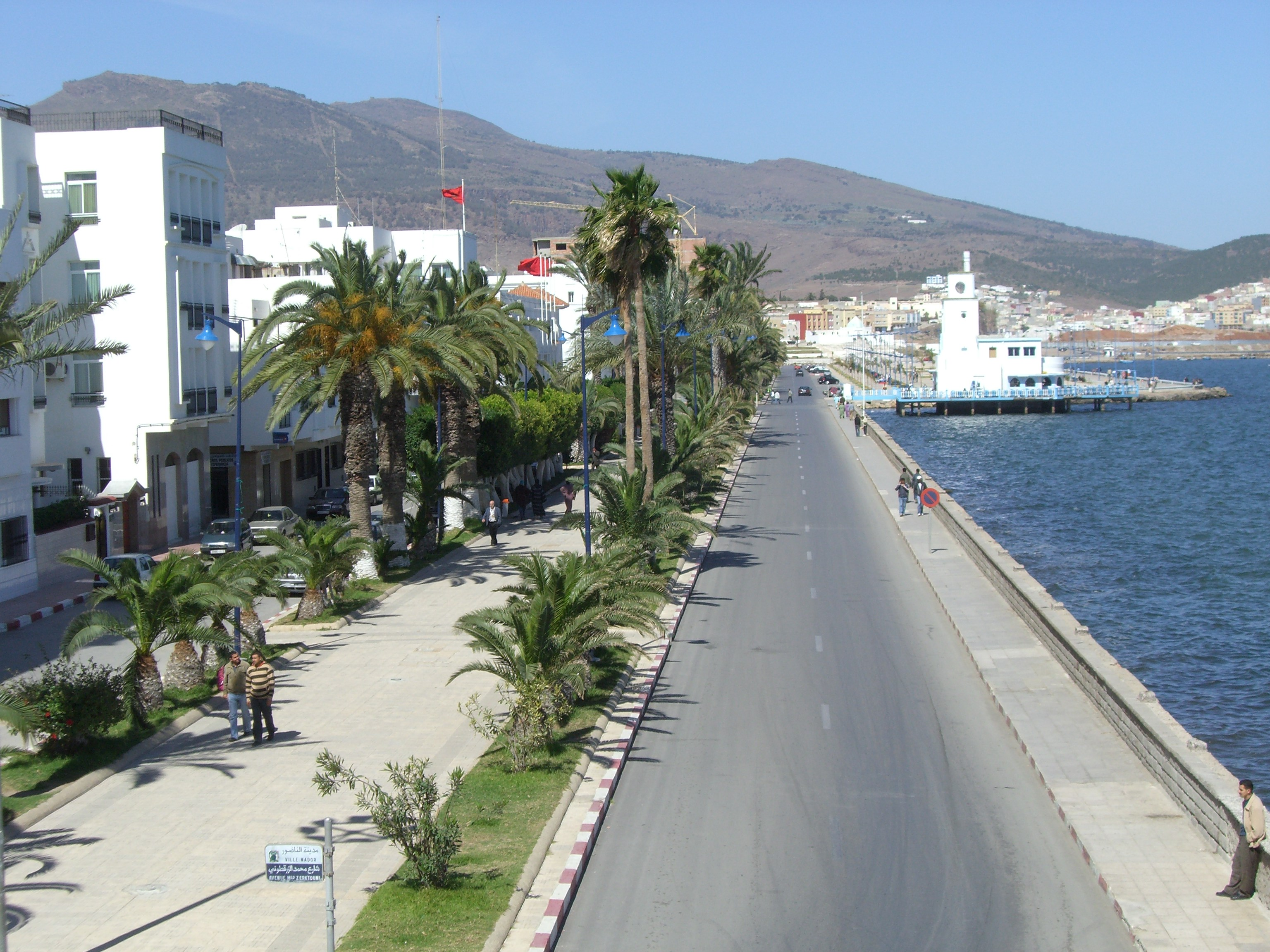
Uferpromenade des Mar Chica in Nador

Nador (arabisch الناظور, Tarifit ⵏⴰⴹⵓⵔ Naḍur, marokkanisches Tamazight ⵏⴰⴹⵓⵕ Naḍur) mit seinen knapp 160.000 Einwohnern ist die Hauptstadt der gleichnamigen Provinz Nador in der Region Oriental im nordöstlichen Marokko. Nador gehörte bis in die ersten Jahrzehnte des 21. Jahrhunderts zu den am schnellsten wachsenden Großstädten Marokkos.

## Lage und Klima
Nador liegt an der Mittelmeerlagune Mar Chica am östlichen Rand des Rifgebirges in Höhen von ca. 5 bis 50 m und ist bekannt durch seine Nachbarschaft zu der ca. 12 km nördlich gelegenen spanischen Enklave Melilla. In der Umgebung der Stadt erheben sich die erloschenen Vulkane Jbel Sebt (Gurugú) und Jbel Tazoud (vgl. Tazoudasaurus). Das Klima wird in hohem Maße vom Mittelmeer beeinflusst; Regen (ca. 315 mm/Jahr) fällt hauptsächlich im Winterhalbjahr.

## Verkehr
Nador ist verkehrstechnisch gut erreichbar: Es gibt einen internationalen Flughafen (IATA-Code NDR), der auch Verbindungen nach Deutschland unterhält, eine im Jahr 2009 eröffnete Bahnlinie (Beni Ansar–Taourirt) mit Anbindung an die Hauptstrecke Rabat–Oujda sowie einen internationalen Fährhafen mit Verbindungen nach Almería und Sete. Straßen- bzw. Autobahnverbindungen bestehen mit Oujda (ca. 135 km südöstlich) und Guercif (ca. 135 km südwestlich). Von dort bestehen direkte Autobahnverbindungen nach Zentralmarokko (Fès, Meknès) und weiter zu den Metropolen am Atlantik (Rabat, Casablanca, Tanger). In den letzten Jahren wurden außerdem Verbesserungen an der städtischen Infrastruktur vorgenommen, darunter der Ausbau von Straßen und der Bau neuer Verkehrsknotenpunkte, um das wachsende Verkehrsaufkommen zu bewältigen und die Anbindung an benachbarte Städte und Regionen weiter zu optimieren.

## Bevölkerung
| Jahr      | 1994    | 2004    | 2014    | 2024    |
| Einwohner | 112.450 | 126.207 | 161.726 | 158.202 |

Die Bevölkerung ist größtenteils berberischer Abstammung; man spricht Berberdialekte (v. a. Tarifit), aber auch Marokkanisches Arabisch, Französisch und Spanisch.

## Wirtschaft
Die Wirtschaft der Stadt Nador sowie ihres Hinterlandes bestand früher hauptsächlich aus Fischerei und Landwirtschaft. In den letzten Jahrzehnten sind Leicht- und Schwerindustrie (Stahlproduktion, Metallverarbeitung etc.) sowie die Bauindustrie (Zement- und Steinfabriken etc.) hinzugekommen.

## Geschichte
Das Gebiet um Nador war mindestens seit dem 11. Jahrhundert unter der Bezeichnung Bilād al-Qulūʿ („Land der Burgen“) bekannt. Von diesem Namen leitet sich das Ethnonym der Rif-Berber in und um Nador ab: Iqelʿiyen („Menschen der Burgen“).
In früheren Jahrhunderten gab es hier wahrscheinlich einen Seeräuberstützpunkt. Verschiedene muslimische Machthaber Marokkos nutzten das vergleichsweise ebene Gelände um Nador als Aufmarschplatz für ihre – letztlich vergeblichen – Versuche zur Rückeroberung Melillas. In den Jahren von 1912 bis 1956 gehörte Nador zu Spanisch-Marokko.
Seit den späten 50er Jahren sind zahlreiche Bewohner der Stadt und ihrer Umgebung in westeuropäische Länder gezogen, um ihren prekären Lebensverhältnissen zu entfliehen. Die meisten dieser Auswanderer leben heute in den Niederlanden, Spanien, Belgien, Frankreich und Deutschland.
In Deutschland sind die meisten Auswanderer im Rhein-Main-Gebiet, v. a. Frankfurt am Main und Offenbach am Main, im Ruhrgebiet, v. a. Dortmund und Wuppertal, sowie im Raum Düsseldorf ansässig geworden.

## Stadtbild
In der Stadt liegt auf einer Anhöhe das kleine Mausoleum (Qubba) des Marabout Sidi Ali.
Nador ist Standort der Sendeanlage von Radio Medi 1, einer Großsendeanlage für Lang- und Kurzwelle. Zu dieser Sendeanlage gehört u. a. eine Richtantenne für Langwelle, die aus drei 380 m hohen abgespannten Stahlfachwerkmasten besteht. Diese Sendemasten dürften zu den höchsten Bauwerken in Afrika gehören. Der Standort für die Sendeanlage Radio Medi1 ist die 500 km westlich liegende Stadt Tanger.

## Sonstiges
Die Sängerin Namika, deren Eltern aus Nador nach Frankfurt am Main ausgewandert sind, veröffentlichte im Mai 2015 ein Album über die Stadt Nador. Das dazugehörige Musikvideo wurde aber nicht in Nador gedreht, sondern in Essaouira.

## Partnerstädte
- Marseille (Frankreich)
- Brüssel (Belgien)
- Rotterdam (Niederlande)

## Söhne und Töchter der Stadt
- Aziz Acharki (* 1972), Taekwondoin
- Najib Amhali (* 1971), Comedian
- Samir Benamar (* 1992), Fußballer
- Mohammed Benzakour (* 1972), Journalist und Schriftsteller
- Saïd Bérioui (* 1975), Langstreckenläufer
- Faissal Ebnoutalib (* 1970), Taekwondo-Sportler und Trainer
- Mohamed El-Bouazzati (* 1997), Fußballer
- Saïda El Boudouhi (* 1978), andorranische Rechtswissenschaftlerin und Hochschullehrerin
- Najat El Hachmi (* 1979), Schriftstellerin
- Benaissa Lamroubal (* 1979), Comedian
- Mustapha Mansouri (* 1953), Politiker und Diplomat
- Oualid Mokhtari (* 1982), Fußballer
- Bachir Qamari (* 1951), Schriftsteller